# 金珉鉐
金 珉鉐（キム・ミンソク、Kim Min Seok、1992年2月25日 - ）は、大韓民国の男子卓球選手。2011年世界選手権男子ダブルス銅メダリスト。
柳承敏や呉尚垠が一線を退いた後の韓国チームを支えるエースである。

## プレースタイルなど
韓国選手らしいフットワークの良さや威力のあるフォアドライブを持つが、それに加えてチキータや台上バックドライブなどの台上バックハンド技術が巧みで、そこから展開を作って攻める事が多い。カット攻略も非常に巧みである。ダブルスにおいてはジュニア時代から鄭栄植と組んだペアで何度も表彰台に上っている。
爆発力はあるが好調不調の波が激しい選手でもあり、中国やドイツの上位選手を倒すこともあるが、格下選手相手に取りこぼすことも多く、シングルスでは中々結果を残すことができていない。

## 主な戦績
- 2008年
  - 第6回世界ジュニア卓球選手権マドリード大会 男子ダブルス3位（鄭栄植と）
- 2009年
  - 第7回世界ジュニア卓球選手権カルタヘナ大会 男子ダブルス3位（鄭栄植と）
  - 第15回アジアジュニア卓球選手権ジャイプル大会 男子シングルス優勝、男子ダブルス準優勝（徐ジョンファと）
- 2010年
  - 第16回アジア競技大会卓球競技 男子ダブルス3位（鄭栄植と）
- 2011年
  - 第51回世界卓球選手権個人戦ロッテルダム大会 男子ダブルス3位（鄭栄植と）
- 2012年
  - 第51回世界選手権ドルトムント大会 男子団体3位